# 横浜保育福祉専門学校

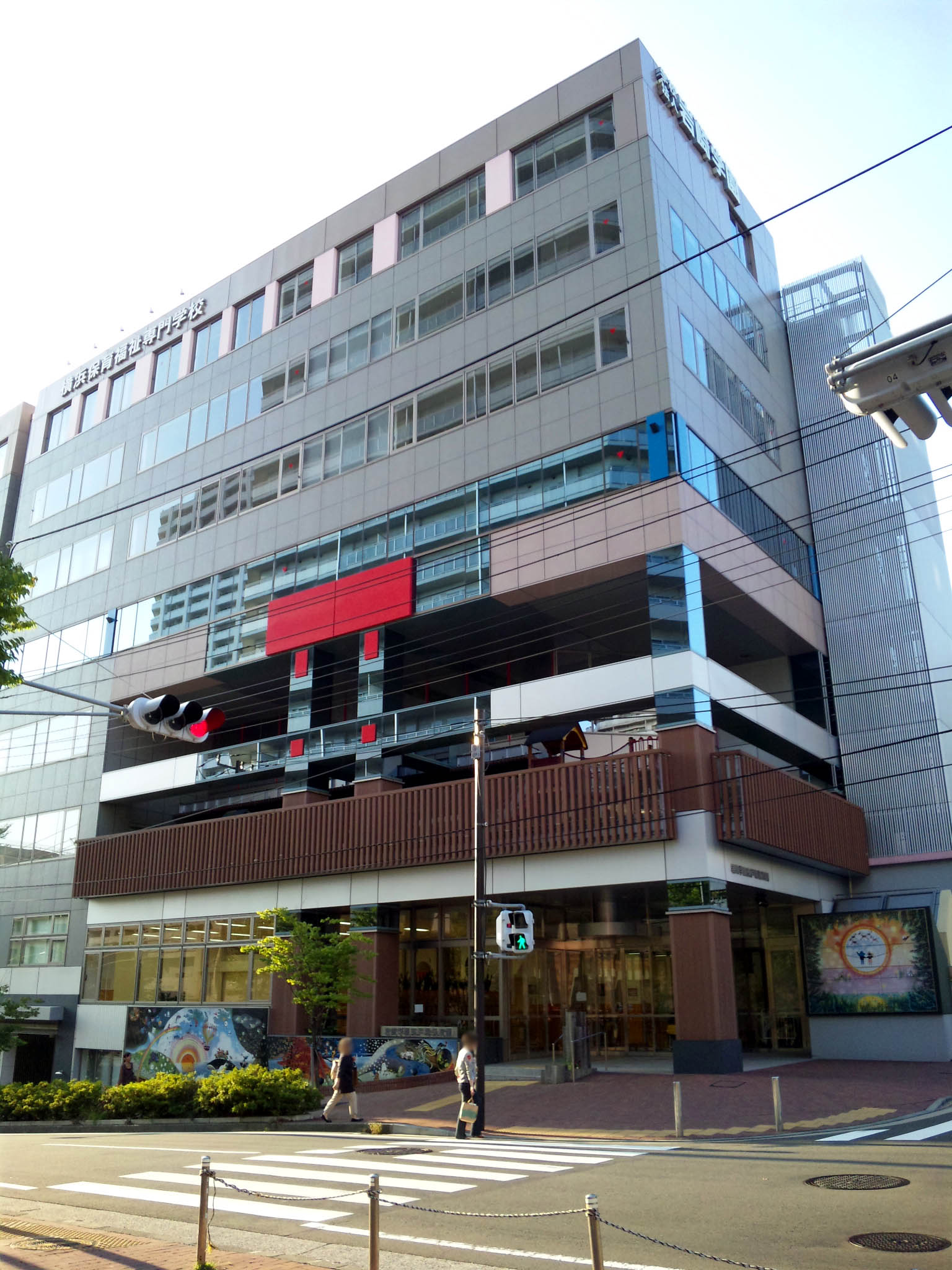
岩崎学園横浜保育福祉専門学校（横浜市戸塚区）

横浜保育福祉専門学校（よこはまほいくふくしせんもんがっこう）は、神奈川県横浜市戸塚区に所在する私立の専修学校。1998年に開校し、保育士および幼稚園教諭の国家資格取得を目指す養成校である。学校法人岩崎学園が設置・運営している。
実習を重視した実践的なカリキュラムを特色とし、開校以来、就職率は100％を維持している（2024年3月卒業生実績）。「楽しい」「好き」を大切にした教育環境づくりが行われている。
神奈川県内で唯一、校内に認可保育園および放課後児童クラブを併設し、日常的に子どもと接する機会が豊富に設けられている。最寄り駅はJR横須賀線「東戸塚駅」で、駅から徒歩3分と交通アクセスも良好（横浜駅から約15分）。

## 学科・取得可能資格
- 保育こども学科（3年制）- 取得可能資格：保育士、幼稚園教諭二種免許状、専門士
- 教育こども学科（4年制） - ※申請中 取得可能資格：保育士、幼稚園教諭一種免許状、学士（大学卒業資格）、小学校教諭一種免許状（希望者）、養護教諭二種免許状（希望者）

※教育こども学科は、2026年4月開設予定。

## 学科
- 3年制 保育こども学科【取得可能資格】保育士、幼稚園教諭二種免許状、専門士
- 4年制 教育こども学科※申請中【取得可能資格】保育士、幼稚園教諭一種免許状、学士(大学卒業資格)、小学校教諭一種免許状（希望者）、養護教諭二種免許状（希望者）

## 沿革
2006年開校。

## 学校所在地
〒244-0801　神奈川県横浜市戸塚区品濃町550-1

## アクセス
JR東戸塚駅徒歩3分。（横浜駅から2駅）

## 特色
校舎内に岩崎学園東戸塚保育園・品濃町放課後児童クラブを併設。常に保育の現場が側にあり、体験と実践を通した保育力の養成を目指している。

## 姉妹校
- 情報科学専門学校横浜西口校
- 情報科学専門学校新横浜校
- 横浜fカレッジ
- 横浜デジタルアーツ専門学校
- 横浜リハビリテーション専門学校